# Lespedeza cuneata
Espèce
Statut de conservation UICN

 LC  : Préoccupation mineure
Lespedeza cuneata est une espèce de plantes à fleurs de la famille des Fabaceae. Elle est communément dénommée Chinese bushclover et sericea lespedeza, ou juste sericea. Elle est originaire d'Asie et est présente ailleurs en tant qu'espèce introduite et parfois en tant qu'plante invasive Les populations australiennes de Lespedeza juncea ont parfois été considérées comme appartenant à cette espèce mais sont désormais considérées comme distinctes.
L'aire de répartition indigène de cette espèce s'étend de l'Afghanistan au Japon et à l'Asie tropicale, à l'E. & SE. de l'Australie. Il s'agit d'un sous-arbrisseau ou d'une plante vivace qui pousse principalement dans le biome tempéré.

## Description
Cette plante est une herbe vivace dont les tiges ramifiées atteignent une hauteur maximale d'environ deux mètres. Elle pousse à partir d'une racine pivotante ligneuse qui peut dépasser un mètre de long et qui est surmontée d'un caudex ligneux. Les tiges sont densément recouvertes de feuilles, chacune divisée en folioles pouvant atteindre 2,5 cm de long. Les fleurs sont isolées ou groupées par trois à l'aisselle des feuilles. Certaines des fleurs sont cléistogames, restant fermées et auto-pollinisantes. Les fleurs ouvertes sont de couleur pourpre, crème, blanche ou jaunâtre. Le fruit est un légume contenant une graine.

## Répartition et habitat
Lespedeza cuneataest originaire d'Asie orientale et se trouve également en Inde, au Pakistan, en Afghanistan et en Australie. L. cuneata se trouve au bord des routes sur les pentes des montagnes et pousse généralement en dessous de 500 mètres d'altitude.
Cette plante a été introduite aux États-Unis, en Afrique du Sud, au Brésil, au Canada et au Mexique. Elle a été plantée pour la première fois aux États-Unis en Caroline du Nord en 1896. Elle était utilisée pour contrôler l'érosion et pour revégétaliser les sites miniers abandonnés et servait de fourrage pour le bétail. Elle était utile dans les zones sensibles à la sécheresse car ses racines profondes peuvent la maintenir en vie. Un certain nombre de cultivars ont été développés, notamment 'Arlington', 'Serala', 'AU Lotan', 'AU Donnelly', 'AU Grazer', et 'Interstate'.

## Espèces invasives
La plante est considérée comme envahissante dans de nombreuses régions telles que les prairies dans les Flint Hills du Kansas. Lorsqu'elle envahit un habitat, elle réduit l'abondance et la diversité des plantes indigènes et peut rendre la zone moins attrayante pour la faune. Elle peut inhiber la croissance des semis d'arbres. Elle peut être allelopathique, produisant des substances qui inhibent chimiquement la croissance d'autres plantes. L'espèce figure également sur la liste européenne des espèces exotiques envahissantes. La vente, le transport et l'élevage de cette plante sont désormais illégaux dans l'ensemble de l'Union européenne.
Parmi les agents possibles de lutte biologique contre les ravageurs figure Tetralopha scortealis. Toutefois, son utilisation ne sera probablement pas approuvée, car elle ne fait pas de distinction entre les Lespedeza indigènes et envahissants. Le pâturage peut également être un moyen de contrôler la plante, en particulier par les chèvres.

## Les lois sur les mauvaises herbes nuisibles

### États-Unis
Au moins les états suivants ont des restrictions sur cette plante : Colorado, Kansas, Nebraska et New York.

## Galerie

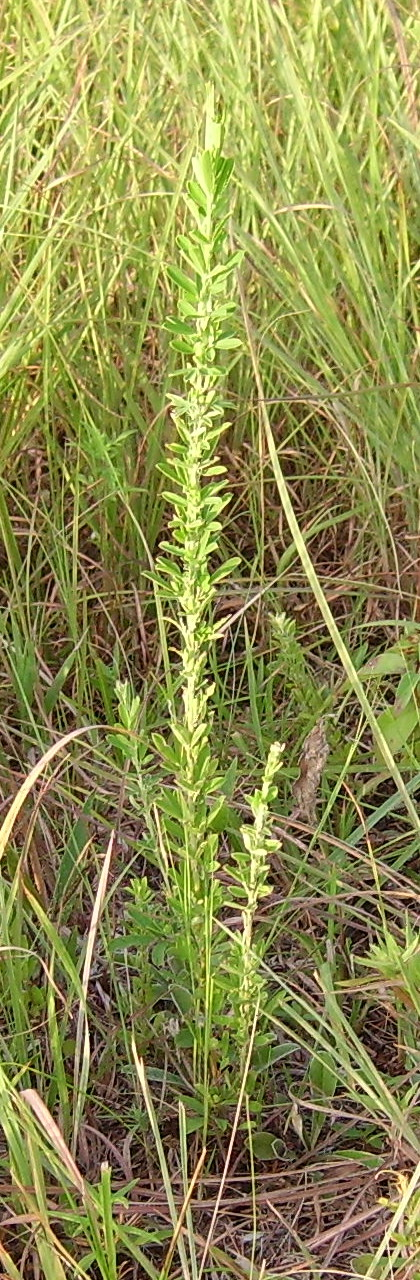
Cet Lespedeza sericea mesurait 75 cm de haut.
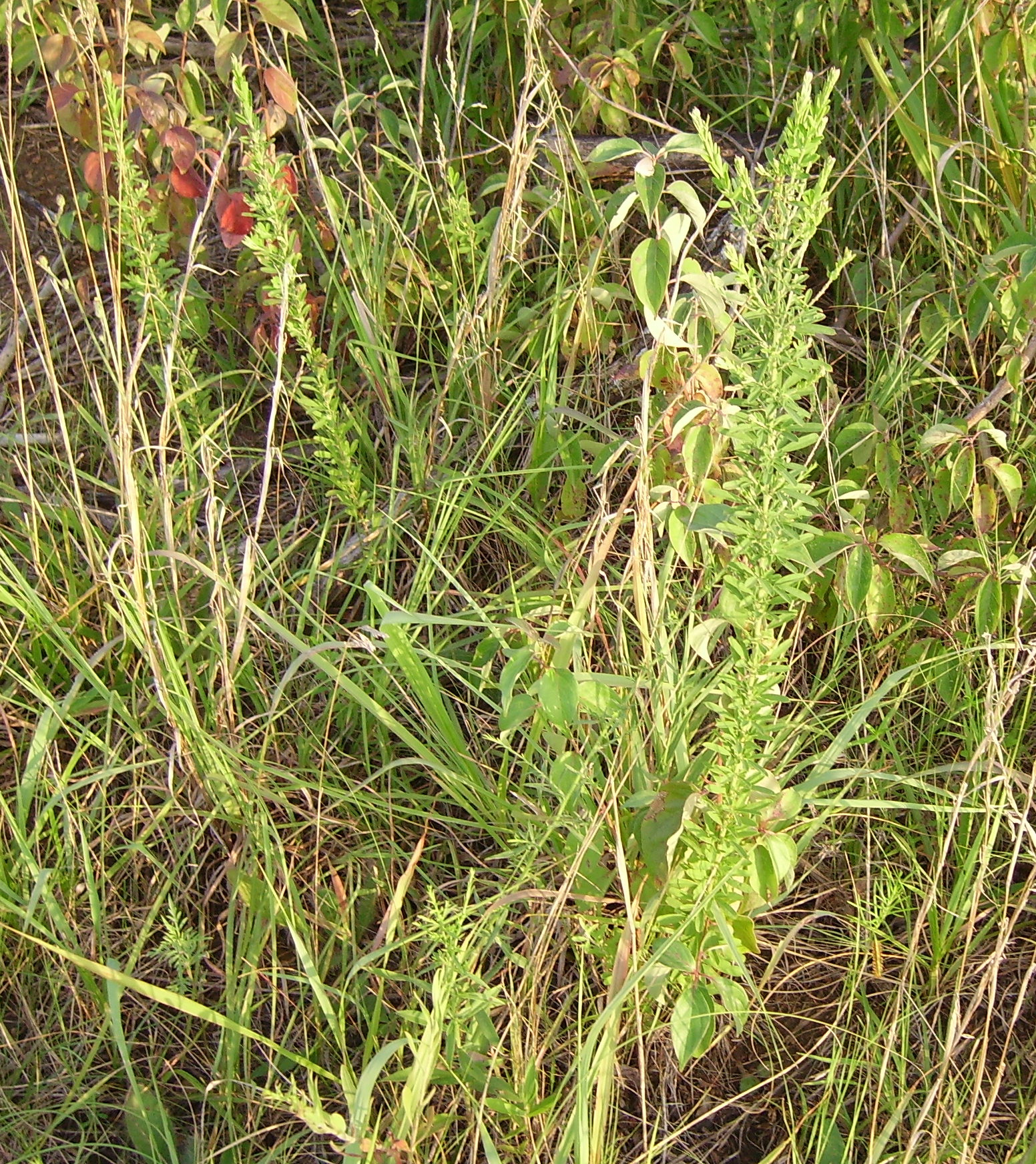
Plante de Lespedeza sericea (avec deux autres à l'arrière-plan).
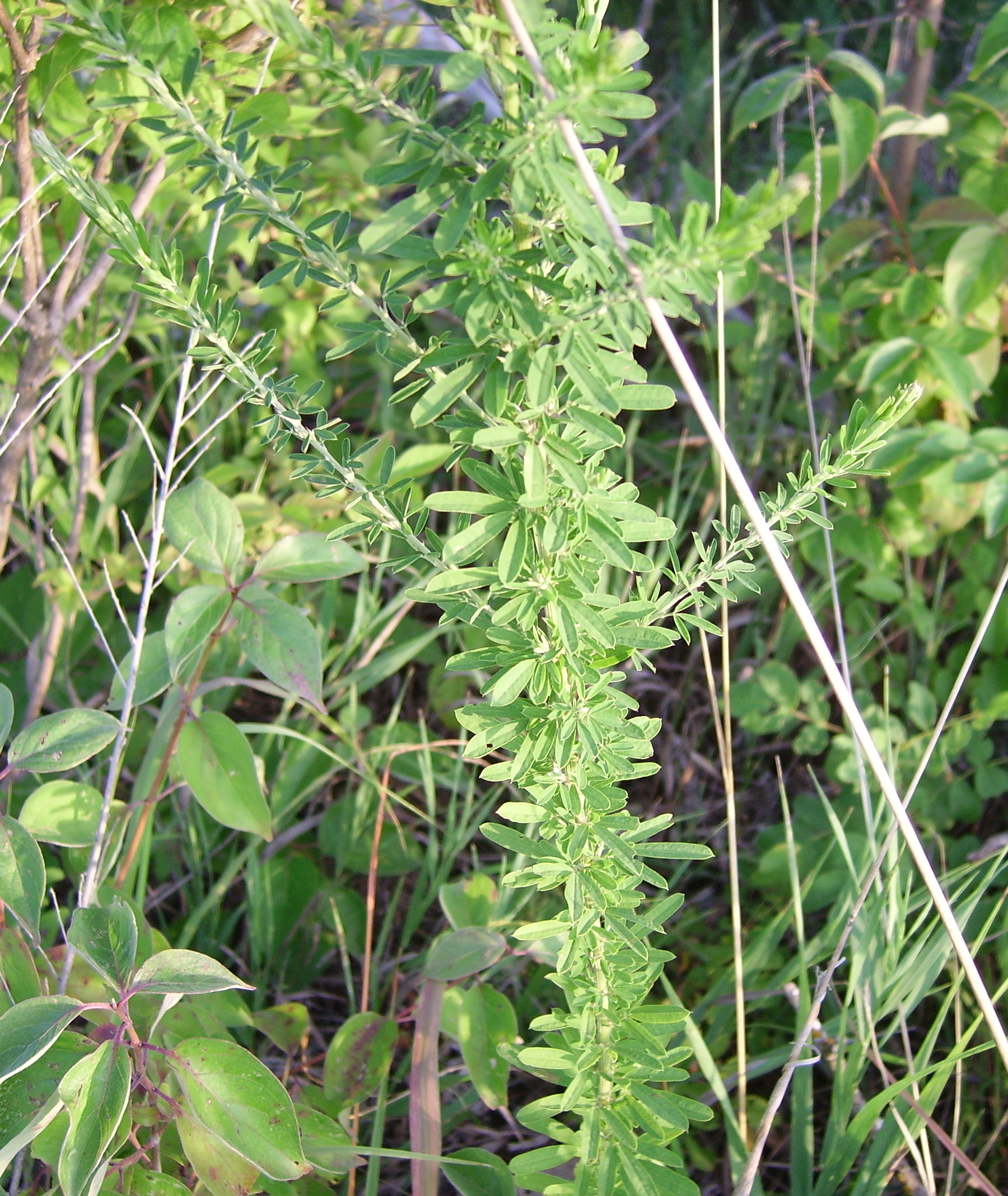
Plan rapproché, on voit le dessin des feuilles.

## Répartition
Ce taxon se rencontre dans les pays suivants : Afghanistan, Bhoutan, Chine, Corée du Nord, Corée du Sud, Inde, Indonésie, Japon, Laos, Malaisie, Népal, Pakistan, Papouasie-Nouvelle-Guinée, Philippines, Taïwan, Thaïlande, Viêt Nam.

## Liste des variétés
Selon GBIF (1 novembre 2024) :
- Lespedeza cuneata var. cuneata
- Lespedeza cuneata var. serpens (Nakai) Ohwi

## Systématique
Le nom correct complet (avec auteur) de ce taxon est Lespedeza cuneata (Dum.Cours.) G.Don.
L'espèce a été initialement classée dans le genre Anthyllis sous le basionyme Anthyllis cuneata Dum.Cours..
Ce taxon porte en français les noms vernaculaires ou normalisés suivants : lespédéza soyeux,,, lespédèze soyeuse, lespédéza de Chine.
Lespedeza cuneata a pour synonymes :
- Anila chinensis Kuntze
- Anthyllis cuneata Dum.Cours.
- Aspalathus cuneata (Dum.Cours.) D.Don
- Hedysarum sericeum Murray
- Lespedeza argyrea Siebold & Zucc.
- Lespedeza juncea subsp. sericea (Thunb.) Lace & Hauech
- Lespedeza juncea var. sericea (Thunb.) Lace & Hauech
- Lespedeza juncea var. subsericea Miq.

### Étymologie
Le nom Lespedeza vient de « Vincente Manuel de Cespedes y Velasco » (avec une faute d'orthographe) à qui elle a été dédiée, l'épithète cuneata vient du latin cuneatus signifiant « dont un organe est en forme de coin ».